# 吉和サービスエリア
吉和サービスエリア（よしわサービスエリア）は、広島県廿日市市吉和の中国自動車道上にあるサービスエリアである。

## 道路
- E2A 中国自動車道

## 歴史
- 1983年（昭和58年）3月24日：中国自動車道千代田IC - 鹿野IC間の開通とともに供用開始。
- 2007年（平成19年）3月1日：上り線のガソリンスタンドをキグナス石油・伊藤忠エネクスホームライフ西日本からジャパンエナジー・西日本宇佐美へ変更。
- 2008年（平成20年）
  - 2月1日：上り線のガソリンスタンドの営業時間を24時間営業から夜間休止に変更（ただし繁忙期は24時間営業を実施）[1]。
  - 11月30日：この日限りで下り線のガソリンスタンド（出光興産・共立石油株式会社）を廃止[2]。
- 2009年（平成21年）3月31日：この日限りで上り線のガソリンスタンドを廃止[3]。
- 2017年（平成29年）4月1日：この日限りでスナックコーナーの営業時間を、平日に限り短縮[4]。
- 2022年（令和4年）3月31日：上下線のスナックコーナー、ショッピングコーナー、インフォメーションの営業を終了。代わりにセブン自販機を設置[5]。

## 施設
上下線とも本線側に施設がある関係で、出入口が急カーブになっているため、要注意である。

### 上り線（広島・大阪方面）
- 駐車場
  - 大型 20台
  - 小型 50台
  - 二輪 4台
  - トレーラー 2台
  - 車椅子用駐車場有
- トイレ
  - 男性 大3（和式1・洋式2）・小5
  - 女性 7（和式1・洋式6）
  - 車椅子用 1
- 自動販売機
  - セブン自販機[6]
- ハイウェイ情報ターミナル
- 電気自動車用急速充電器（24時間）要事前登録

### 下り線（山口・北九州方面）
- 駐車場
  - 大型 20台
  - 小型 50台
  - 二輪 4台
  - トレーラー 2台
  - 車椅子用駐車場有
- トイレ
  - 男性 大3（和式1・洋式2）・小5
  - 女性 7（和式1・洋式6）
  - 車椅子用 1
- 自動販売機
  - セブン自販機[6]
- ハイウェイ情報ターミナル

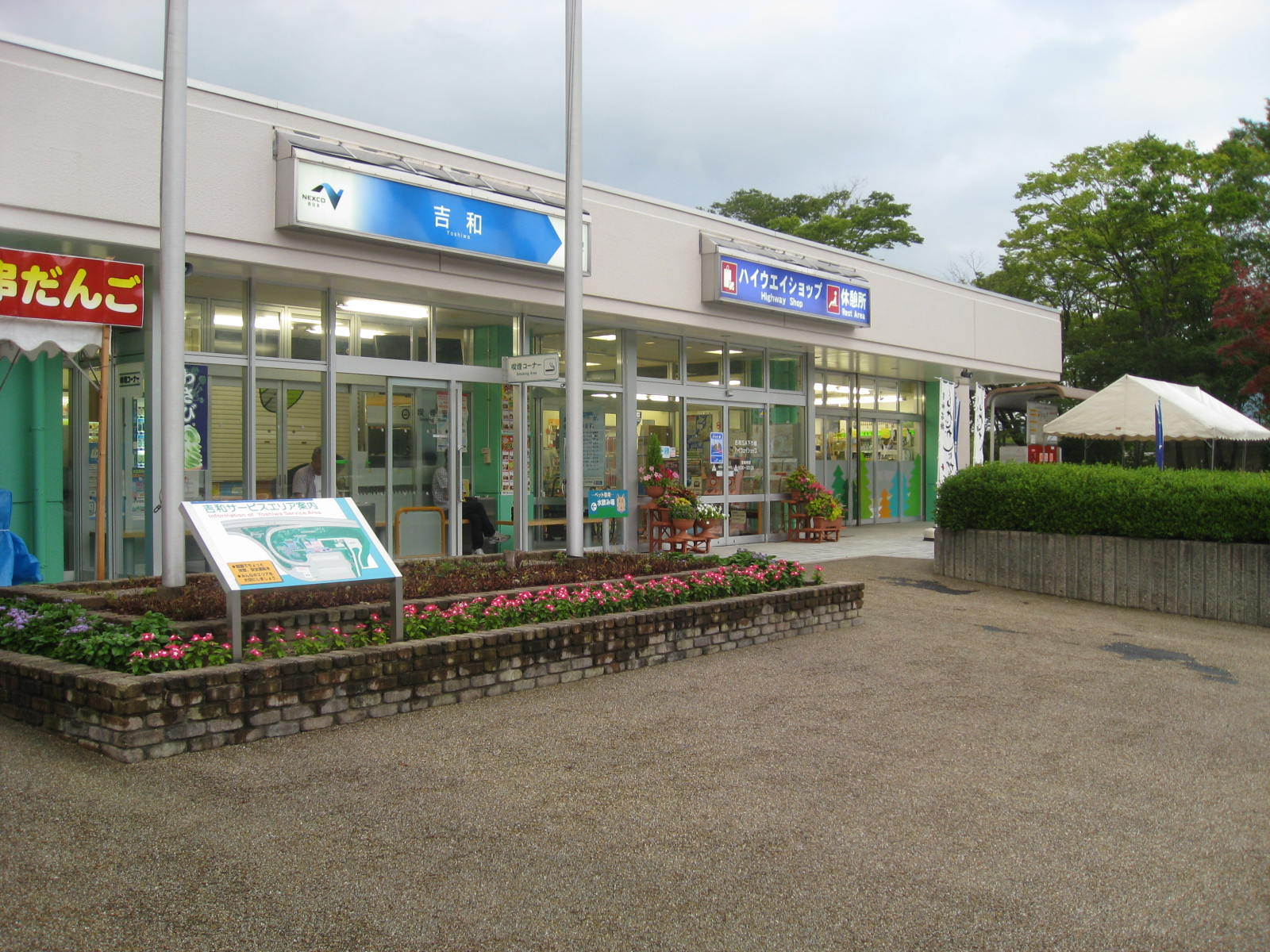
下り線施設

- 電気自動車用急速充電器（24時間）要事前登録

## 特記事項
- 2005年（平成17年）9月7日の台風14号の影響で山陽自動車道岩国IC - 玖珂IC間で路面が50 mに渡って崩落する事故が発生したため、区間内にある玖珂PAの営業も休止となり、これに伴う代替措置として、同年12月1日に復旧するまでの間、当SAのスナック・ショッピングコーナーおよびガソリンスタンドの営業時間を延長していた。
- 上り線の1km手前の入口予告の標識と下り線の入口標識の配色がICのものと同じ（通常のSA・PAの標識の反転形）になっている。なお下り線の入口標識は2017年頃にヒラギノゴシック体の看板に差し替えられ、配色も通常のものに戻された。なお反転形の標識は西宮名塩SAでも見られる。
- 当SAのガソリンスタンド廃止に伴い、現在、中国自動車道では安佐SA - 美東SA間 (147.9 km) でガソリンスタンドが存在しない状態となっている。これに関してNEXCO西日本は、2015年（平成27年）4月20日より1年間、吉和IC・六日市IC周辺の指定ガソリンスタンドで給油するETC利用車を対象に1時間以内の中途出場を認める社会実験を行うことを発表[7]、実験期間の終了を受けて更に2年間の期間延長も実施された[8]。最終的には、この実験は2018年3月22日をもって終了[9]し、翌日からETC2.0利用者に対しての戸河内ICや六日市ICでの一時退出を可能とする社会実験に移行[10]した。なお、この区間で並行する山陽自動車道には、ガソリンスタンドを有するSAが3箇所（宮島SA・下松SA・佐波川SA）存在する。当SAの売店ではガソリンスタンド廃止後の救済措置として、ガソリン缶詰も販売していた。
- 2022年（令和4年）3月31日をもって、売店・スナックコーナー・インフォメーションコーナーを廃止し、無人化された。無人のサービスエリアは当SA以外にもあるが、有人だったSAが無人化されたのは初の事例である。尚、大型連休の際には臨時の売店を設けて対応している。

## 吉和バスストップ
サービスエリアの一角にバス停留所が設けられている。

### 停車する路線
| のりば | 愛称               | 運行会社 | 行先                                        | 備考 |
| ------ | ------------------ | -------- | ------------------------------------------- | ---- |
| 上り線 | 清流ライン高津川号 | 石見交通 | （広島高速4号線経由）広島BC・広島駅新幹線口 |      |
| 下り線 | 清流ライン高津川号 | 石見交通 | 六日市・日原道の駅・益田駅・石見交通本社前  |      |

### バス停へのアクセス
- 吉和さくらバス（津田交通）
- 吉和さくらバス 花原停留所

## 隣
E2A 中国自動車道
(28)吉和IC - 吉和SA/BS - (PA)深谷PA/BS - (29)六日市IC